# Partit Revolucionari del Kurdistan
Partit Revolucionari del Kurdistan és el nom de dos partits kurds sense relació entre ells, un operant a Turquia i l'altra al Kurdistan Iraquià.

## Partit Revolucionari del Kurdistan (Turquia)
Partit Revolucionari del Kurdistan, en kurd Partiya Şoreşa Kürdistan (PŞK) en turc Kurdistan Devrim Partisi) és un partit polític kurd que opera a Turquia, il·legal com tots els partits nacionalistes kurds. Propugna un estat independent kurd i té principis marxistes leninistes.
El partit es va escindir del Kürdistan Sosyalist Birlik Partisi/Partiya Yekitiya Sosyalista Kürdistane (Plataforma d'Unitat Socialista del Kurdistan) que va existir fins al juliol de 1998 quan es va dissoldre. El Comitè Central del YEKBÛN (Partit d'Unitat Popular del Kurdistan (Kürdistan Birleşik Halk Partisi) establert a Suècia va decidir formar amb el seu grup i les restes del dissolt, una nova organització que portaria a terme la lluita armada contra el govern turc. El nou grup fou batejat Unió Revolucionaria del Kurdistan (Kürdistan Devrim Birliği/Yektiye Şoreşa Kürdistan) aviat canviada la paraula "unió" per "partit", d'una part perquè encara no s'havia aconseguit la unitat de tots els grups i d'altra banda perquè el nom gaudia d'un cert prestigi, ja que havia existit anteriorment.
El 1999, després de la captura d'Abdullah Öcalan i l'abandonament de la lluita armada pel PKK (Partit dels Treballadors del Kurdistan) va intentar atreure als seus membres sense èxit. Tampoc ha tingut èxits militars a destacar. És una de les 12 organitzacions designades terroristes pel govern turc i una de les tres separatistes kurdes.

## Partit Revolucionari del Kurdistan (Iraq)
El Partit Revolucionari del Kurdistan (kurd: Hizbi Shorishgeri Kurdistan; àrab: al-Hizb al-Thawri al-Kurdistani الحزب الثوري الكردستاني) és un antic partit polític kurd del Kurdistan Iraquià, format el 1964 però que es va unir al Partit Democràtic del Kurdistan (PDK) de l'Iraq el 1970. El partit fou restaurat el 1972 quan una facció del PDK es va separar per discrepàncies amb Mustafà Barzani, adoptant una línia marcadament esquerrana sota direcció d'Abdul Sattar Taher Sharef que el 1974 va pactar amb el règim de Bagdad i va formar part del Front Nacional Progressista de l'Iraq acceptant l'autonomia del Kurdistan en els termes fixats pel govern baasista. Va donar suport al règim fins al 1991 quan els baasistes van abandonar el Kurdistan i des de llavors no va jugar cap paper rellevant al Kurdistan en estar la regió en mans dels enemics del Partit Baas. A les eleccions iraquianes de 24 de març de 1996 va obtenir 2 escons, mentre els dissidents del PDK en van obtenir 3. El 1999 el seu líder va fugir del país. El 21 d'agost del 2000 va celebrar el seu darrer congrés. El 2003 el partit es va dissoldre de fet.
La bandera d'aquest grup era de tres franges horitzontals, vermell, verd i groc amb estel vermell a la franja verda.